# دنیلسون آنتونیو پالودو
دنیلسون آنتونیو پالودو (به پرتغالی: Denilson Antonio Paludo) فوتبالیست پست هافبک اهل برزیل است که در شهر برازیلیا و در تاریخ ۸ اکتبر ۱۹۷۲ به دنیا آمده‌است.
دنیلسون آنتونیو پالودو در تیم‌های فوتبال یوکوهوما فلوگلس سابقهٔ حضور دارد.